# Clésio (football, 1947)
Pour le footballeur né en 1994, voir Clésio (football, 1994).
Clésio Esmael (né le 31 mars 1947 à Rio de Janeiro, au Brésil) était un joueur de football brésilien. Il a joué principalement dans différents clubs portugais, au poste d'ailier droit. 

## Carrière
Le début de carrière de Clésio reste inconnu à ce-jour. Cependant à ses vingt-cinq ans il rejoint le Portugal, en première division aux dépens de l'Atlético durant la saison 1972-73. Il réalise une belle saison avec cinq buts, cependant il ne parvient pas à empêcher la relégation de l'Atlético en deuxième division. Cependant il reste une saison de plus, avant de plier bagage dans un autre club.
Par la suite il rejoint le GD Estoril-Praia qui dispute la deuxième division durant la saison 1974-75, et parvient néanmoins à remporter la II Divisão. Ainsi il retrouve la première division la saison suivante, et réalise même une belle saison auteur de onze buts en championnat. La saison qui suit il réalise une nouvelle fois une belle saison en obtenant le maintien, auteur cette fois-ci de huit buts.
Il s'envole par la suite au CF Os Belenenses pour renforcer le poste d'attaquant. Il réalise deux saisons pleines, auteur de cinq buts pendant chaque saison. Pour sa première saison en première division, Clésio rejoint le promu l'União Leiria, ou il est l'auteur de cinq buts cependant insuffisant car sa n'empêche pas le club de Leiria de se maintenir en première division.
Ainsi le buteur Clésio, rejoint la deuxième division par la suite et rejoint donc le SCU Torreense ou il parvient à inscrire huit buts. Il s'envole ensuite au GD Nazarenos, ou il est hauteur de six buts en deuxième division pendant la saison 1981-82. Clésio reste cependant une saison de plus, et met un terme à sa carrière avec le GD Nazarenos.

## Statistiques
| Saison                | Club                  | Championnat           | Championnat | Championnat | Coupe(s) nationale(s) | Coupe(s) nationale(s) | Total | Total |
| Saison                | Club                  | Division              | M.          | B.          | M.                    | B.                    | M.    | B.    |
| 1972-1973             | Atlético CP           | 1                     | 23          | 5           | -                     | -                     | 23    | 5     |
| 1973-1974             | Atlético CP           | 2                     | -           | -           | -                     | -                     | 0     | 0     |
| Sous-total            | Sous-total            | Sous-total            | -           | -           | -                     | -                     | 0     | 0     |
| 1974-1975             | GD Estoril-Praia      | 2                     | -           | -           | -                     | -                     | 0     | 0     |
| 1975-1976             | GD Estoril-Praia      | 1                     | 27          | 11          | -                     | -                     | 27    | 11    |
| 1976-1977             | GD Estoril-Praia      | 1                     | 29          | 8           | -                     | -                     | 29    | 8     |
| Sous-total            | Sous-total            | Sous-total            | -           | -           | -                     | -                     | 0     | 0     |
| 1977-1978             | CF Belenenses         | 1                     | 27          | 5           | -                     | -                     | 27    | 5     |
| 1978-1979             | CF Belenenses         | 1                     | 23          | 5           | -                     | -                     | 23    | 5     |
| Sous-total            | Sous-total            | Sous-total            | 50          | 10          | -                     | -                     | 50    | 10    |
| 1979-1980             | União Leiria          | 1                     | 25          | 5           | -                     | -                     | 25    | 5     |
| Sous-total            | Sous-total            | Sous-total            | 25          | 5           | -                     | -                     | 25    | 5     |
| 1980-1981             | SCU Torreense         | 2                     | 29          | 8           | -                     | -                     | 29    | 8     |
| Sous-total            | Sous-total            | Sous-total            | 29          | 8           | -                     | -                     | 29    | 8     |
| 1981-1982             | GD Nazarenos          | 2                     | 25          | 6           | -                     | -                     | 25    | 6     |
| 1982-1983             | GD Nazarenos          | 2                     | -           | -           | -                     | -                     | 0     | 0     |
| Sous-total            | Sous-total            | Sous-total            | -           | -           | -                     | -                     | 0     | 0     |
| Total sur la carrière | Total sur la carrière | Total sur la carrière | 208         | 53          | -                     | -                     | 208   | 53    |

## Palmarès
| GD Estoril-Praia - II Divisão (1) : - Vainqueur : 1974-75 |